# Rajnowo
Rajnowo (bułg. Райново) – wieś w południowej Bułgarii, w obwodzie Chaskowo, w gminie Dimitrowgrad.
Wieś znajduje się 17 km od Dimitrowgradu, nad lewym brzegiem Maricy.
Od 2009 roku, corocznie 17 września odbywają się dni Rajnowa.